# Ступинский укрупнённый сельский район
Ступинский укрупнённый сельский район — административно-территориальная единица в составе Московской области РСФСР в 1963—1965 гг.
В конце 1962 года в Московской области было реорганизовано административно-территориальное деление. Это было вызвано разделением органов управления страной по производственному принципу — на промышленные и сельские. Ступинский укрупнённый сельский район стал одним из 12 укрупнённых сельских районов, образованных в новых границах вместо 34 упразднённых районов Московской области.
Район был образован в соответствии с объединённым решением исполнительных комитетов промышленного и сельского областных Советов от 30 декабря 1962 года и утверждён указом Президиума Верховного совета РСФСР от 1 февраля 1963 года, а его состав и административно-территориальное деление определены объединённым решением промышленного и сельского исполкомов области от 27 апреля 1963 года.
В состав района вошли территории 30 сельских советов трёх упразднённых районов — Каширского, Серебряно-Прудского и Ступинского. Административным центром стал город Ступино.
Таким образом, в Ступинский укрупнённый сельский район были включены:
- Базаровский, Барабановский, Домнинский, Знаменский, Колтовский, Ледовский, и Топкановский сельсоветы из Каширского района;
- Дмитровский, Клемовский, Малынский, Новомойгоровский, Подхоженский, Совхозный, Узуновский, и Шеметовский сельсоветы из Серебряно-Прудского района;
- Алфимовский, Больше-Алексеевский, Городищинский, Дубневский, Ивановский, Кузьминский, Лужниковский, Малинский, Мещеринский, Новосёлковский, Ситне-Щелкановский, Старинский, Староситненский, Татариновский и Хатунский сельсоветы из Ступинского района.

В конце 1964 года разделение органов управления по производственному принципу было признано нецелесообразным и указом Президиума Верховного совета РСФСР от 21 ноября и исполняющим его решением Мособлисполкома от 11 января 1965 года все укрупнённые сельские районы Московской области были упразднены и восстановлены обычные районы, в частности Каширский, Серебряно-Прудский и Ступинский на территории Ступинского укрупнённого сельского района в тех же составах сельских советов.